# Lecanora contractuloides
Lecanora contractuloides är en lavart som beskrevs av Helge Thorsten Lumbsch och John Alan Elix. 
Lecanora contractuloides ingår i släktet Lecanora och familjen Lecanoraceae. Inga underarter finns listade i Catalogue of Life.